# Velux
Velux (Eigenschreibweise: VELUX, zurückgehend auf VE(ntilation) und LUX (Belichtung)) ist ein Hersteller von Dachfenstern. Velux ist auch eingetragene Marke und Handelsname der Produkte. Die Velux Gruppe ist spezialisiert auf Dachfenster, Oberlichter, Fensterkonstruktionen für Flachdächer, Sonnenschutz für Innen- und Außenmontage an Dachfenstern und die dafür verwendeten Motorantriebe. Der dänische Bauproduktehersteller hat seinen Sitz in Hørsholm, nördlich von Kopenhagen. Geschäftsführendes Vorstandsmitglied (CEO) ist seit 2022 Lars Petersson. Eigentümer der Velux Gruppe ist die VKR Holding A/S. Die VKR Holding ist eine Gesellschaft mit beschränkter Haftung, die sich komplett im Besitz von Stiftungen sowie der Gründerfamilie befindet. Die Abkürzung VKR erklärt sich aus den Initialen des Gründers Villum Kann Rasmussen.

## Geschichte
1941 gründete der Ingenieur Villum Kann Rasmussen die Firma V. Kann Rasmussen & Co in Kopenhagen. Einer seiner ersten Aufträge war die Lieferung von Dachfenstern für eine Reihe von Schulgebäuden, in denen Dachgeschosse in Klassenzimmer umgebaut wurden. Durch diesen Auftrag forschte er, wie man die dunklen, leeren Dachböden in helle Räume verwandeln kann. Ergebnis war das erste „Velux“ Dachfenster. Das Wort Velux leitet sich von VE für Ventilation und LUX (lat. Licht) ab. Villum Kann Rasmussen patentierte diese Idee 1942.

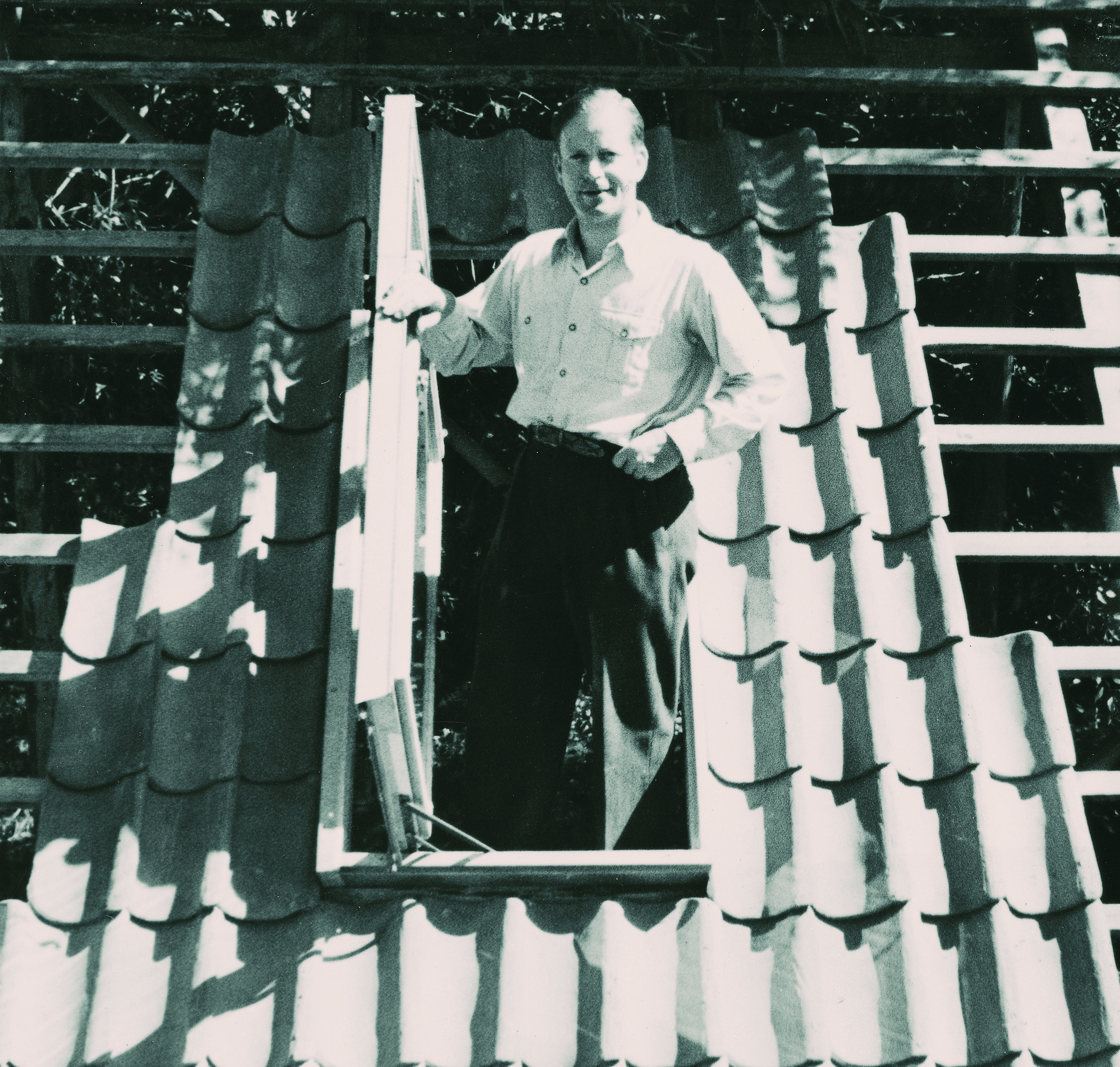
Villum Kann Rasmussen

Im Jahre 1952 gründete Rasmussen mit Hilfe eines deutschsprachigen Mitarbeiters eine Partnerschaft mit Ernst Günter Albers, dem Inhaber der Tischlerei E. Albers & v. Drathen (Aldra) in Meldorf, Schleswig-Holstein. Gemeinsam gründeten sie die Velux GmbH Bauzubehör in Hamburg. Das erste Velux-Dachfenster wurde am 5. Mai 1952 in Deutschland verkauft; im Juni 1952 wurden von Aldra in Meldorf die ersten fünfzig Fenster hergestellt.
Ab 1956 wurde Westdeutschland zum größten Markt der Velux Gruppe. Bis 1965 expandierte die Velux-Gruppe in 12 Länder und wuchs bis Anfang der 70er Jahre von rund 300 auf mehr als tausend Mitarbeiter. In den folgenden Jahren wurde die Logistik verbessert und lokale Vertriebs- und Produktionsgesellschaften in weiteren Ländern aufgebaut.
1992 übernahm Villum Kann Rasmussens ältester Sohn, Lars Kann-Rasmussen, geboren 1964, den Vorsitz der Geschäftsführung von V. Kann Rasmussen Industrie – der Muttergesellschaft der Velux Gruppe. Villum starb 1993 im Alter von 84 Jahren. In den nächsten Jahrzehnten entwickelte, modernisierte und baute Lars Kann-Rasmussen die Velux-Gruppe zu einem internationalen Unternehmen aus. Zu Beginn des 21. Jahrhunderts beschäftigte die Velux Gruppe mehr als 10.000 Mitarbeiter an Produktionsstandorten in 11 Ländern und Vertriebsgesellschaften in über 40 Ländern.

## VKR-Gruppe und Stiftungen
Bereits 1941 gründete Villum Kann Rasmussen die heutige VKR-Gruppe. Diese beinhaltet die Velux Gruppe mit allen internationalen Vertriebs- und Produktionsgesellschaften von Velux. „The Velux Foundations“, bestehend aus Villum Fonden und Velux Fonden, sind gemeinnützige Stiftungen. Villum Fonden wurde 1971 gegründet, Velux Fonden im Jahr 1981. Beide Stiftungen wurden von Villum Kann Rasmussen errichtet. Ihre Fördergebiete unterstützen wissenschaftliche, ökologische, soziale und kulturelle Projekte. Insgesamt gibt es sechs unterschiedliche Stiftungen, so auch für die USA. Die Velux Stiftung wurde 1980 in der Schweiz gegründet.

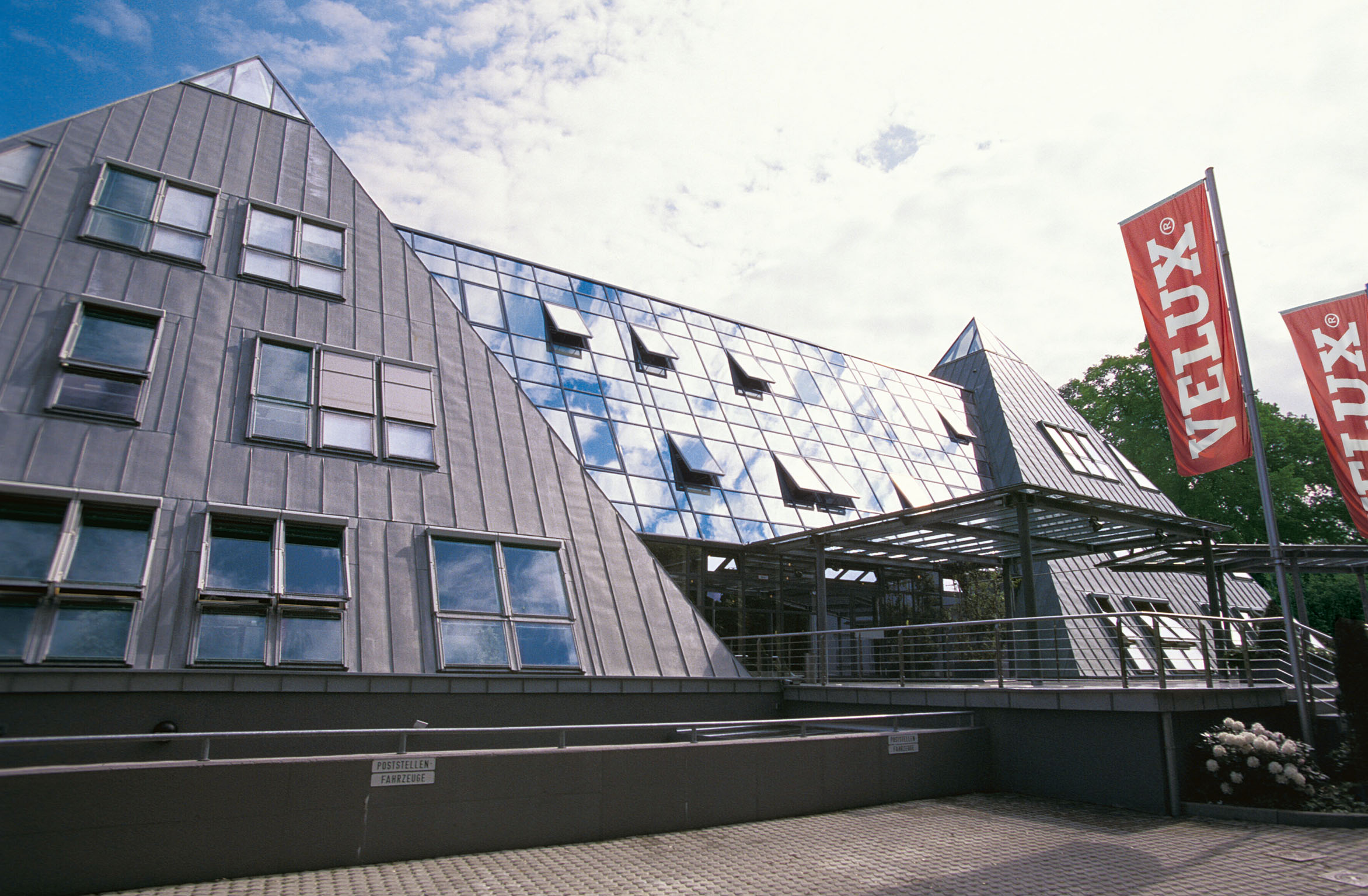
Velux Deutschland GmbH

Villum Fonden wurde der Hauptgesellschafter und -inhaber der VKR-Gruppe. Die Gewinne der Velux Gruppe werden daher zu großen Teilen als Fördergelder der Villum Fonden genutzt und gespendet. 2018 gewährte Villum Fonden 83 Millionen Euro und Velux Fonden 35 Millionen Euro. 2019 wurden Förderungen von insgesamt rund 178 Millionen Euro vergeben.
In der gesamten VKR Holding sind mehr als 16.000 Mitarbeiter beschäftigt. In Deutschland ist Velux durch die „Vertriebsgesellschaft Velux Deutschland GmbH“ vertreten. Der Großteil der mehr als 400 Mitarbeiter wird in der Zentrale in Hamburg beschäftigt.
Seit 1974 entwickelte, baute und lieferte die VKR-Tochterfirma Arcon-Solar mit Sitz in Dänemark solarthermische Großanlagen, so etwa Deutschlands bis September 2022 größtes Kollektorfeld auf der Gemarkung der Städte Ludwigsburg und Kornwestheim mit 10,4 MW Wärmeleistung. Ab 1999 hat sich VKR an Herstellern im Bereich Solarthermie beteiligt, so etwa an GREENoneTEC, Österreich, Foco Griechenland, Pro Solar, Deutschland. 2015 fusionierte Arcon-Solar mit dem dänischen Mitbewerber Sunmark Solutions zu Arcon-Sunmark unter gleichzeitiger Abwicklung der VKR-Tochter SolarCAP. Am 31. März 2020 wurde veröffentlicht, dass wegen langjähriger Verluste Arcon-Sunmark seine Produktion einstellen wird, jedoch den Service für gelieferte Projekte weiter betreibt. Teile der Produktion werden an GREENoneTEC, Österreich und Solareast, China verkauft.

## Produkte
Grundlage der Entwicklung des Unternehmens bildeten zwei Grundmodelle von Dachfenstern. Das originale Modell GGL verfügt über eine mittige Aufhängung des drehbaren Fensters; das 1982 entwickelte Modell TPS besitzt eine obige Aufhängung. Beide Arten von Schwingfenstern lassen sich beidseitig von innen reinigen. Der Rahmen der Dachfenster besteht aus klar oder weiß lackiertem Holz oder aus einem mit Kunststoff (Polyurethan) ummantelten Holzkern.